# 삼천리그룹
삼천리 그룹(영어: Samchully Group)은 삼천리를 모태로 에너지 사업을 주력으로 삼는 대한민국의 기업집단이다. 2020년 10월 기준으로 재계서열 52위이다. 도시가스·민자발전·집단에너지 등의 사업을 영위한다.

## 계열사
- (주)ST International
- (주)S-Power
- (주)HUCES
- 삼천리ENG
- (주)삼천리ES
- 삼천리자산운용(주)
- (주)삼천리모터스